# Großherzoglich-Sächsische Baugewerkenschule Weimar
Die Großherzoglich-Sächsische Baugewerkenschule in Weimar war eine ursprünglich unter der Bezeichnung Freie Gewerkenschule im Jahr 1829 von Clemens Wenzeslaus Coudray eingerichtete Abend- und Sonntagsfachschule für Bauhandwerker (vgl. Baugewerkschule), die im Jahr 1859 nach einem entsprechenden Namenswechsel der Großherzoglichen Oberbaubehörde und der Leitung des jeweiligen Oberbaudirektoren unterstellt wurde. Die nach ihrer Verstaatlichung im Jahr 1921 Staatliche Bauschule genannte Einrichtung ging 1926 in der Gothaer Bauschule auf.
Ziel der Freien Gewerkenschule war die Ergänzung des Unterrichtsangebotes der bereits seit 1776 existierenden Fürstlichen freien Zeichenschule, in deren Räumlichkeiten sie zunächst auch untergebracht war, bevor ihr geeignete Räume im Jägerhaus zugewiesen wurden. Später unterhielt die Baugewerkenschule enge Kontakte zu der im Jahr 1908 gegründeten, von Henry van de Velde geleiteten Großherzoglich-Sächsischen Kunstgewerbeschule und deren Nachfolgeorganisation, dem von Walter Gropius gegründeten Bauhaus, da es beiden nicht gelang, eine reguläre Architekturausbildung in ihr Lehrprogramm aufzunehmen.

## Direktoren
- 1829 Clemens Wenzeslaus Coudray, Architekt
- 1848 Carl Heinrich Ferdinand Streichhan (1814–1884), Architekt
- 1884 Franz Wilhelm Julius Bormann (1830–1892), Architekt
- 1892 Otto Stahr (1846–1897), Architekt und Baumeister
- 1897 Ernst Kriesche, (1849–1935) Architekt
- 1910 Paul Klopfer, (1876–1967) Architekt

## Lehrer
- 1875–1881: Emil Zschimmer (1842–1917), Lehrer für Freihandzeichnen

## Schüler
- Rudolf Zapfe (1860–1934), deutscher Architekt
- Thilo Schoder (1888–1979), deutsch-norwegischer Architekt und Designer
- Ernst Neufert (1900–1986), deutscher Architekt